# Ceylalictus horni
Ceylalictus horni là một loài Hymenoptera trong họ Halictidae. Loài này được Strand mô tả khoa học năm 1913.